# Басанский сельский совет (Пологовский район)
Басанский сельский совет (укр. Басанська сільська рада) — упразднённая административная единица в составе
Пологовского района
Запорожской области
Украины.
Административный центр сельского совета находился в 
с. Басань.

## История
- 1790 — дата образования.

## Населённые пункты совета
- с. Басань
- с. Ожерельное